# موتور مراد سلطاني (أرزوئية)
موتور مراد سلطاني (بالإنجليزية: Mowtowr-e Morad Soltani)‏ هي منطقة سكنية تقع في إيران في Arzuiyeh Rural District. يقدر عدد سكانها بـ 181 نسمة .